# يوسف العتيبة
يوسف العتيبة السفير الحالي لدولة الإمارات العربية المتحدة في الولايات المتحدة. عمل سابقًا سفيرًا غير مقيم في المكسيك. وُلد العتيبة لأم مصرية وكان أباه مانع سعيد العتيبة أول وزير للنفط في الدولة الإماراتية. برز دور السفير الإماراتي أثناء أحداث الربيع العربي حين سعى لإقناع إدارة باراك أوباما برفع الحظر عن تصدير السلاح إلى مصر بعد الانقلاب العسكري على الرئيس محمد مرسي.
اخترق البريد الإلكتروني للسفير في الثاني من يونيو/حزيران 2017 وكشفت الوثائق المسربة عن علاقته بعدة شخصيات أغلبها من طاقم الرئيس الجمهوري الأسبق جورج بوش الابن، بالإضافة إلى مؤسسات منها «الدفاع عن الديمقراطيات» التي تمولها منظمة المؤتمر اليهودي العالمي وهو أبرز اللوبيات الموالية لإسرائيل في الولايات المتحدة.

## السيرة المهنية
قبل تعيينه سفيرًا في الولايات المتحدة، عمل العتيبة لمدة سبع سنوات مديرًا للشؤون الخارجية في مجلس ولي عهد أبو ظبي. خلال هذا الوقت، كان كبير مستشاري محمد بن زايد آل نهيان، ولي عهد أبو ظبي ونائب القائد الأعلى للقوات المسلحة الإماراتية. عمل العتيبة خلال هذه الفترة على تعزيز أمن الإمارات العربية المتحدة وعلاقاتها الاقتصادية في المنطقة. أدلى العتيبة بالقسم سفيرًا للإمارات في الولايات المتحدة في 21 يونيو، 2008. في يوليو 2010، فُسرت تصريحات له بأنها تحمل دعمًا لضربة عسكرية توجهها الولايات المتحدة للمفاعلات النووية في إيران. وهي وجهة نظر يعتقد أن العديد من الدول العربية تحملها. في كلمة له بمعهد أبحاث أتلانتك كاونسل في واشنطن، أشار العتيبة إلى الحاجة إلى ضمان خطي من واشنطن بشأن أمن المنطقة وسلوك إيران فيها، إذ قال «في الماضي أمكننا المضي باتفاق شرف مع الولايات المتحدة بشأن الأمن...أعتقد أننا اليوم نحتاج شيئًا مكتوبًا».
نشر موقع هفنجتون بوست مقالًا مطولًا عنه بعنوان «يوسف العتيبة الرجل الأكثر سحرًا في واشنطن».

## التعليم
التحق العتيبة بجامعة جورجتاون في واشنطن العاصمة لدراسة العلاقات الدولية، وذلك بعد تخرجه من الجامعة الأمريكية في القاهرة. وكان زميلًا دوليًا في الكلية الصناعية للقوات المسلحة التابعة لجامعة الدفاع الوطني في واشنطن العاصمة. في 2017، ذكر تقرير للإنترسبت أن سجلات جامعة جورج تاون لا تشير إلى تخرج يوسف العتيبة من الجامعة.

## التسريبات
اخترقت مجموعة قراصنة إنترنت تعرف بغلوبال ليكس البريد الإلكتروني الشخصي للعتيبة ونشرت محتويات التسريب للعديد من الصحف. أوضحت التسريبات الجهد الذي بذله سفير دولة الإمارات منذ ثلاث سنوات لدى صناع القرار الأميركي للتأثير في القرارات التي تخص دولًا خليجية وإسلامية من بينها الكويت وقطر والسعودية لا تتوافق سياساتها الخارجية مع ما تنتهجه أبو ظبي على هذا الصعيد. نشرة صحيفة ديلي بيست الأميركية بعض مراسلات السفير وجهده المنسق ضد دول عدة بينها الكويت وتركيا ومساعيه لشيطنة قطر وتحجيم دورها الإقليمي. كشفت رسائل البريد الإلكتروني المخترق لسفير الإمارات في واشنطن يوسف العتيبة عن علاقة وثيقة بينه وبين عدة شخصيات أغلبها من طاقم الرئيس الجمهوري الأسبق جورج بوش الابن، ونائبه ديك تشيني بالإضافة إلى مؤسسات منها «الدفاع عن الديمقراطيات» التي تمولها منظمة المؤتمر اليهودي العالمي.
كما كشفت صحيفة وول ستريت جورنال عن حصولها على وثائق قضائية، تشير إلى أن شركات مرتبطة بالسفير الإماراتي في واشنطن يوسف العتيبة على علاقة بعملية احتيال على صندوق استثمار تابع للحكومة الماليزية، وقد رفض العتيبة التحدث إلى الصحيفة للتعليق على تقريرها. وأوضح الصحفي في موقع إنترسبت زيد جيلاني أن الصحيفة لن تنشر خبرا بهذه الخطورة دون أن تتأكد من هذه المعلومات، حيث يتم عادة التحقق من المسألة بالاتصال بالأشخاص المعنيين والسفارة، وأي صحيفة مسؤولة مثل وول ستريت جورنال بالتأكيد قامت بتلك الخطوات، لكن الأشخاص الضالعين في القضية رفضوا التعليق.
وقد جاء في مقالة في المجلة الإلتكترونية «ذي إنترسبت»، استتند فيها المحرر على رسائل البريد الاكتروني المسربة، ذكرت تفاصيل عن حفلات دعارة وعربدة كان يحضرها العتيبة مع رفقائه المقيمين في أمريكا.
وتظهر الرسائل التي سربتها مجموعة القرصنة التي تسمى "غلوبال ليكس" العتيبة وهو يسخر من القادة السعوديين، تعليقا على قرار هيئة الأمر بالمعروف في الرياض في سنة 2008 حظر بيع الورود الحمراء في عيد الحب.
وفي رسالة أخرى كتب العتيبة مخاطبا الكاتب الصحفي في نيويورك تايمز توماس فريدمان، إن أبوظبي حاربت السعوديين لمئتي سنة بسبب الدعوة السلفية، وأن الإماراتيين لديهم من "التاريخ السيئ" مع المملكة العربية السعودية أكثر بكثير مما لديهم مع أي جهة أخرى.

## وصلات خارجية
- يوسف العتيبة هو الرجل الأكثر سحرًا وتأثيرًا في واشنطن. هافنجتون بوست.
- ماذا قال سفير الإمارات سعيد العتيبة عن التهديد النووي الإيراني؟. شفاف الشرق الأوسط، نشر في 7 يوليو 2010.